# صيغة مولفيده

رسم توضيحي لمثلث. الزوايا α، و β، و γ مقابلة للأضلاع a، و b، و c، على التوالي.

في حساب المثلثات، صيغة مولفيده (بالإنجليزية: Mollweide's formula)‏، التي يشار إليها أحيانًا في النصوص القديمة باسم معادلات مولفيده (بالإنجليزية: Mollweide's equations)‏، والتي سميت باسم كارل مولفيده ، هي مجموعة من علاقتين بين الأضلاع والزوايا في مثلث.
يمكن استخدامه للتحقق من اتساق حلول المثلثات.
لتكن a و b و c أطوال الأضلاع الثلاثة للمثلث.  لتكن α و β و γ مقاييس الزوايا المقابلة لتلك الأضلاع الثلاثة على التوالي.  تنص صيغة مولفيده على ذلك:
{\displaystyle {\frac {a+b}{c}}={\frac {\cos \left({\frac {\alpha -\beta }{2}}\right)}{\sin \left({\frac {\gamma }{2}}\right)}}}
و
{\displaystyle {\frac {a-b}{c}}={\frac {\sin \left({\frac {\alpha -\beta }{2}}\right)}{\cos \left({\frac {\gamma }{2}}\right)}}.}
تستخدم كل واحدة من تلك المتطابقات الأجزاء الستة للمثلث: الزوايا الثلاث وأطوال الأضلاع الثلاثة.

## طالع أيضًا
- قانون الجيب
- قانون جيب التمام
- قانون الظل
- قانون ظل التمام